# Conservatoire à rayonnement régional de Nantes
 (août 2025).
Le conservatoire à rayonnement régional de Nantes (Loire-Atlantique) est un établissement français d'enseignement artistique agréé et contrôlé par l'État, représenté par la direction régionale des Affaires culturelles des Pays de la Loire. 
Issu d'un établissement fondé en 1846, il devient « conservatoire national de région de musique, danse et art dramatique » en 1974, puis « conservatoire à rayonnement régional » le 15 décembre 2006. 
Occupant de nouveaux bâtiments, situés sur l'île de Nantes, depuis 1979, il propose aujourd'hui trois spécialités : musique, art dramatique et chorégraphie.

## Localisation
Le CRR est situé dans la partie est de l'île de Nantes, à 400 mètres de l'Hôtel de région, tout près du lycée Nelson-Mandela et de France 3 Pays de la Loire.
Desservi par plusieurs lignes de bus (rue Gaétan-Rondeau), il se trouve à 300 mètres de la ligne 4 du Busway (Foch-Cathédrale-porte de Vertou)

## Histoire

### L'ancien conservatoire (1846-1979)
Le conservatoire de Nantes est créé en 1846. 
Après l'incendie du théâtre de la Renaissance, il s'installe dans les anciens locaux du lycée Eugène-Livet (rue Désiré-Colombe). 
En 1917, il déménage rue Harouys, dans l'ancien hôtel Levesque acheté par la ville. L'immeuble ayant été réquisitionné au début de la seconde Guerre mondiale par le deuxième bureau, le conservatoire change sept fois d'adresse durant le conflit.
La paix revenue, il retrouve ses locaux de la rue Harouys, qui se révèlent menacés par de sérieuses dégradations. 

### Projets pour un nouveau conservatoire
Il est alors décidé[Quand ?] de la construction d'un nouveau bâtiment. La maquette du nouvel édifice, dont la conception revient à l'architecte Pierre Doucet est présentée le 12 décembre 1973. 
Deux emplacements sont envisagés pour l'accueillir : 
- près du lycée La Colinière dans le quartier de Doulon (Nantes-Est) ;
- rue Gaëtan-Rondeau, dans le quartier nouveau de Beaulieu, sur l'actuelle île de Nantes.

C'est ce dernier site qui est retenu.
Le nouveau bâtiment est inauguré en 1979. 

### Directeurs successifs
- J. Bressler (1844 - 1884)
- Alfonse Weingaertner (1884 - 1894)
- Henri Weingaertner (1894 - 1922)
- Louis Brisset (1922 - 1937)
- Marc Vaubourgoin (1937 - 1943)
- M. Laffra (interim 1944 - 1945)
- René Audoui (1945 - 1974)
- André Cauvin (1974 - 1984)
- Jenõ Rehak (1984 - 1993)
- Christophe Duchêne (1993 - 2002)
- Jean-Marc Laureau (2002 - 2008)
- Viviane Serry (2008 - 2021)
- Mathieu Gauffre (depuis 2022)

## Le conservatoire aujourd’hui

### Encadrement et locaux
Ses 120 professeurs accueillent chaque année plus de 1 800 élèves en musique, art dramatique et danse.
Il dispose de trois auditoriums, d'une capacité 1 000 places pour l'un et de 250 places pour les deux autres, de 63 salles de cours de musique, de deux studios de théâtre, d'une médiathèque et d'une cafétéria. Trois studios de danse sont accessibles dans un bâtiment adjacent.

### Diplômes
Le conservatoire décerne un certificat d'études musicales, un certificat d'études théâtrales et un certificat d'études chorégraphiques, ainsi que les diplômes d’études chorégraphiques, théâtrales et musicales.

### Enseignement
Dans le domaine musical, le conservatoire délivre un enseignement concernant les cordes (violon, alto, violoncelle, contrebasse), les bois (flûtes, hautbois, basson, saxophone, clarinette), les cuivres (cor, trompette, trombone, tuba) ainsi que les instruments polyphoniques (piano, accordéon, guitare, harpe, orgue, percussions). Des classes de chant, d’écriture et de composition musicales, ainsi que des cours de musiques traditionnelles, anciennes, jazz et musiques actuelles sont également organisés.
La danse classique et contemporaine font partie de l’offre chorégraphique du conservatoire.
L'art dramatique est abordé par des ateliers d'interprétation, de travail vocal et de danse.

### Partenariats
Le conservatoire, en partenariat avec l’Éducation nationale, s’inscrit dans un cycle de classes à horaires aménagés et aménagement d'horaires. Les écoles primaires Louise-Michel (bois), Jacques-Tati (cordes), Urbain Le Verrier (chœur en scène), les collèges Victor-Hugo (danse et musique) et Aristide-Briand (musique) ainsi que le lycée Nelson Mandela (musique et danse) participent à ce programme,.